# Le Domaine Pouchkine
Le Domaine Pouchkine (en russe : Заповедник, Zapovednik) est un récit de l'écrivain soviétique puis américain Sergueï Dovlatov, publié pour la première fois en 1983 par les éditions Hermitage (Ann Arbor, États-Unis). 

## Sujet
Au centre de l'intrigue se trouve Boris Alikhanov, membre de l'intelligentsia de Leningrad qui au milieu des années 1970, devient guide durant l'été au musée-réserve mémorial Pouchkine « Mikhaïlovskoïe» à Mikhaïlovskoïe, dans l'oblast de Pskov, en Russie.
C'est le début d'un enchaînement d'histoires anecdotiques basées sur l'expérience personnelle de Dovlatov. Au centre de ces histoires se trouve la crise existentielle douloureuse d'une personne enlisée dans des problèmes de famille, d'alcoolisme, d'estime de soi.  Pour Sergueï Dovlatov ce livre est également devenu un adieu à l'Union soviétique qu'il va quitter pour les États-Unis.

## Histoire de la création
Le récit est dédié à le femme de Sergueï Dovlatov par ces mots : À ma femme, qui avait raison.
Comme dans la plupart des récits de Sergueï Dovlatov, le prototype du personnage principal est l'auteur lui-même qui a travaillé comme guide au Zapovednik Pouchkine ou musée de Mikhaïlovskoïe en 1976-1977. En même temps, contrairement aux autres récits de cet auteur, le personnage principal porte un nom fictif. Joseph Brodsky aurait pu être un autre prototype puisqu'il a essayé d'obtenir une place de bibliothécaire dans ce même domaine-musée.
La première variante du récit est écrite par Dovlatov en 1977-1978, à Leningrad. À cette époque Dovlatov a été exclu de l'Union des journalistes de l'URSS et ses perspectives comme journaliste sont douteuses. La majeure partie de l'ouvrage a ensuite été écrite à Vienne (Autriche) où il vit d'août 1978 à février 1979 avant de déménager aux États-Unis, à New York.  Là il réécrit plusieurs fois l'histoire et en juin 1983 sa version finale est prête.  Elle a d'abord été publiée aux éditions Hermitage à Ann Arbor, dans l'État du Michigan (États-Unis), la même année 1983. Son succès littéraire débute et trois de ses récits sont imprimés dans le magazine The New Yorker, mais un litige lié à la fermetures du journal New American commence en même temps .
Le 30 septembre 2016 a eu lieu à Helsinki la présentation de la traduction du récit en finnois dont le titre est Ulkomuseo, réalisée par Pauli Tapio et publiée aux éditions Idiootti.
L'édition en français en 2004 est précédée d'une préface de Piotr Vaïl (en) intitulée Sans Dovlatov et qui commence par ces mots : « Vivre sans Dovlatov s'est révélé plus difficile que je ne pensais. » 
En 2013 ce récit a été inclus dans la liste (par ordre alphabétique : no 43, deuxième colonne) des 100 livres pour les étudiants de la fédération de Russie à titre d'incitation à la lecture personnelle.

## Style
Le style de Dovlatov est celui de la conversation, sans prétention. Mais la simplicité de sa prose est en réalité la conséquence d'un travail minutieux. Il veillait, par exemple, à ne pas utiliser de mots commençant par la même lettre dans la même phrase. Son texte est très ajouré grâce aux particularités de sa ponctuation. Aux points, il préfère les points de suspension, brouillant ainsi toute certitude. Joseph Brodsky observe que Dovlatov, contrairement à une réputation bien installée, n'est pas vraiment un narrateur talentueux. En revanche, c'est un styliste remarquable. Ses textes accrochent grâce au rythme de la phrase, à la cadence du discours. Ils sont écrits à la manière de poèmes en prose et tiennent autant du chant que du récit .

## Le musée-réserve Pouchkine est-il représenté de manière fidèle dans le récit?
Le héros du récit Boris Alikhanov, (qui est en fait Dovlatov lui-même) arrive dans la réserve pour y passer l'été dans la nature, pour y gagner 8 roubles par excursion (un quart d'euro).  Mais au lieu d'y découvrir le monde vierge des classiques russes il découvre un décor théâtral où les serveurs de la gare portent des favoris à la Pouchkine. « Tout est authentique dans la réserve » lui dit évasivement le guide : « les collines, les arbres, sont les pairs, les interlocuteurs, les amis de Pouchkine. »  Dovlatov lui répond par un petit interrogatoire comique : les manoirs de Pierre et de Trigorskoie ont été pillés et brûlés pendant la révolution de 1917, le portrait de l'arrière-grand-père de Pouchkine Abraham Hannibal est en fait celui d'un général russe bronzé par le soleil du sud. Le véritable portait se trouvant à la Galerie Tretiakov etc. .

## Théâtre
Plusieurs représentations théâtrales de la pièce Zapovednik ont été reprises par Institut d'art dramatique Boris Chtchoukine: en 2010 et en 2014-2015. (metteur en scène Roman Drobot) et en 2016-2017 (metteur en scène : Rodion Ovtchinnikov (ru)).

## Cinéma
- En 2018 est sorti le film russe Zapovednik (Заповедник (фильм) (ru)), de la réalisatrice Anna Matisson avec Sergueï Bezroukov dans le rôle principal[4]